# Nationales und Kaiserliches Siegel Japans
Das Nationale und Kaiserliche Siegel Japans, ursprünglich lediglich als Kaiserliches Siegel bezeichnet, wird auf Japanisch Kiku no Gomon (菊の御紋, „Chrysanthemenwappen“) genannt.

## Beschreibung

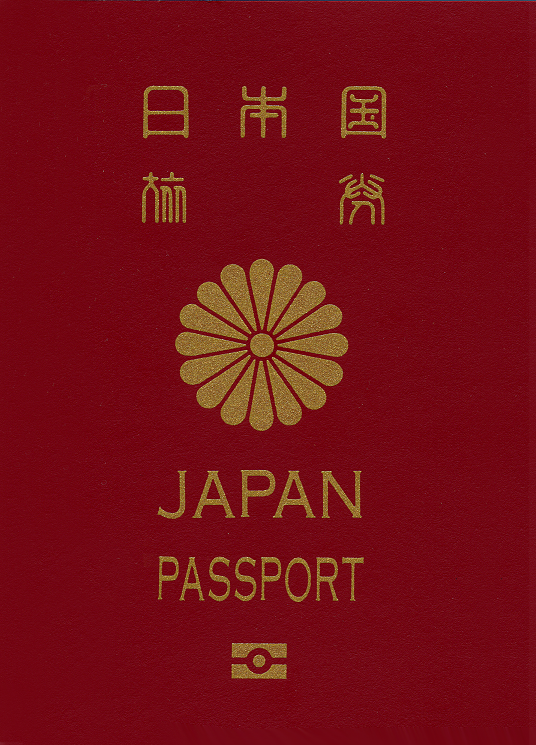
Japanischer Pass mit dem Siegel

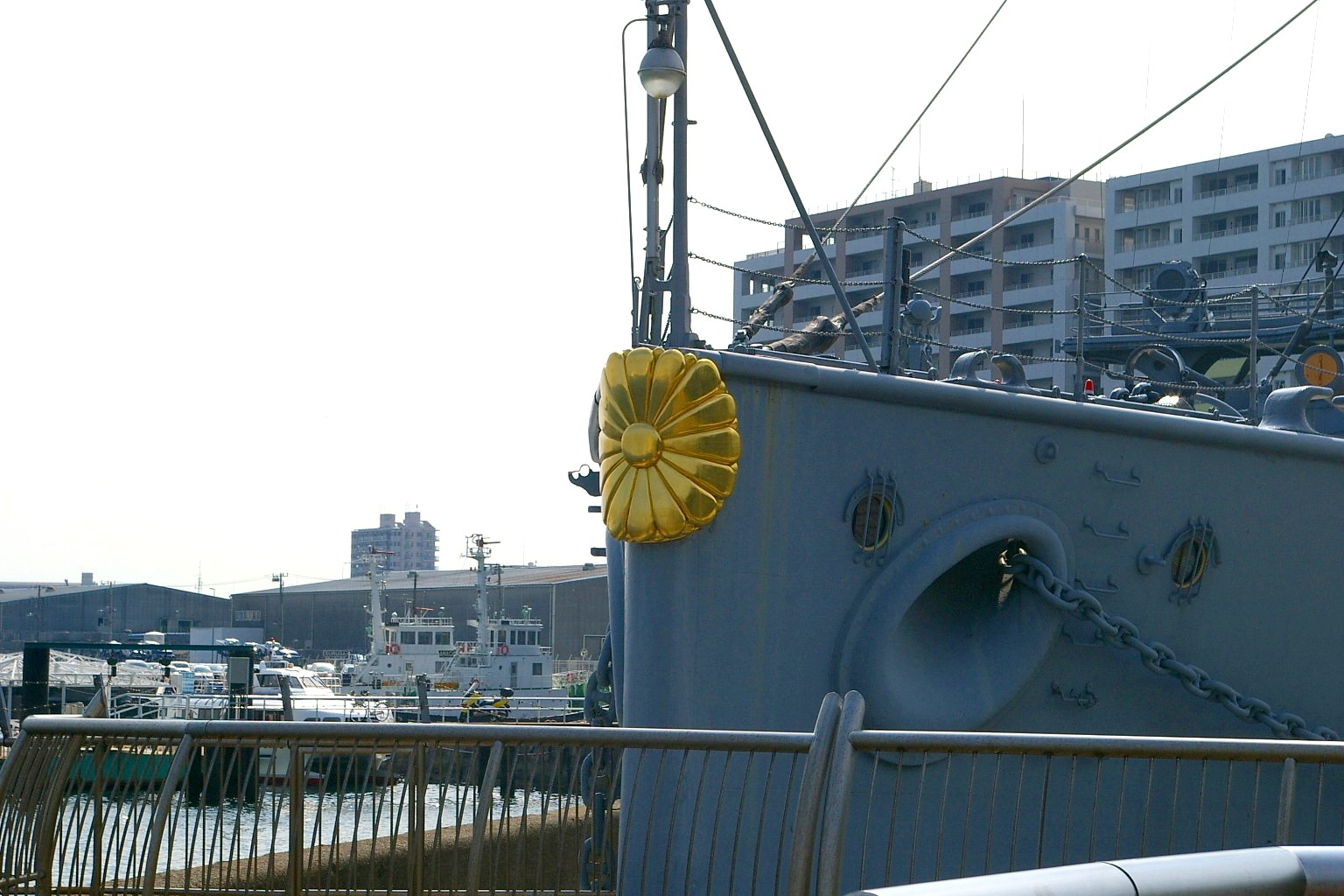
Am Bug des Schlachtschiffes Mikasa

Das Siegel zeigt eine stilisierte Chrysantheme mit 16 Blütenblättern.
Das Kaiserliche Siegel wird nur von Mitgliedern der kaiserlichen Familie verwendet. Die Meiji-Verfassung sah die alleinige Verwendung des Siegels durch den Tennō vor, aus diesem Grund benutzte jedes Mitglied der kaiserlichen Familie eine leicht veränderte Version des Siegels. Shintō-Schreine der kaiserlichen Familie verwenden ebenso die modifizierten Versionen des Siegels, und auch andere Shintō-Schreine, die in keinem Zusammenhang mit der kaiserlichen Familie stehen, dürfen die Chrysantheme als Teil ihres Siegels verwenden.
Es existiert bis heute kein Gesetz, das das Kaiserliche Siegel zum Staatswappen erklärt. Es wird jedoch weitestgehend als solches genutzt und ziert unter anderem die Hülle des japanischen Passes. Außerdem enthält § 154 des japanischen Strafgesetzbuches einen Tatbestand, der die Urkundenfälschung bei Verwendung eines gefälschten kaiserlichen Siegels mit lebenslangem Zuchthaus oder Zuchthaus nicht unter drei Jahren bedroht.